# Fredrik Aarnseth
Fredrik Olsen Aarnseth, född 18 oktober 1872 i Sør-Trøndelag fylke, Norge, död 16 april 1925 i Malung var en svensk hemmansägare och socialdemokratisk politiker. 
Aarnseth var tidigare sergeant i norska armén, men var från omkring år 1900 verksam som järnvägsarbetare i Sverige. 
Han var agitator och förtroendeman i Grov- och fabriksarbetarförbundet 1906–16 och riksdagsledamot i andra kammaren 1917–1921, invald i Kopparbergs läns västra valkrets och från 1922 till sin död invald i Kopparbergs läns valkrets. I riksdagen skrev han fyra egna motioner om anläggning och underhåll av vägar och om vattenlagstiftningen.
Aarnseth verkade även som författare, och har bland annat utgett Svenska järnvägsbyggnadsarbetarefackföreningen 1902–1912 (1912) och Rallarne och syndikalismen. Några iakttagelser och erinringar. (1915).